# Gary Burghoff

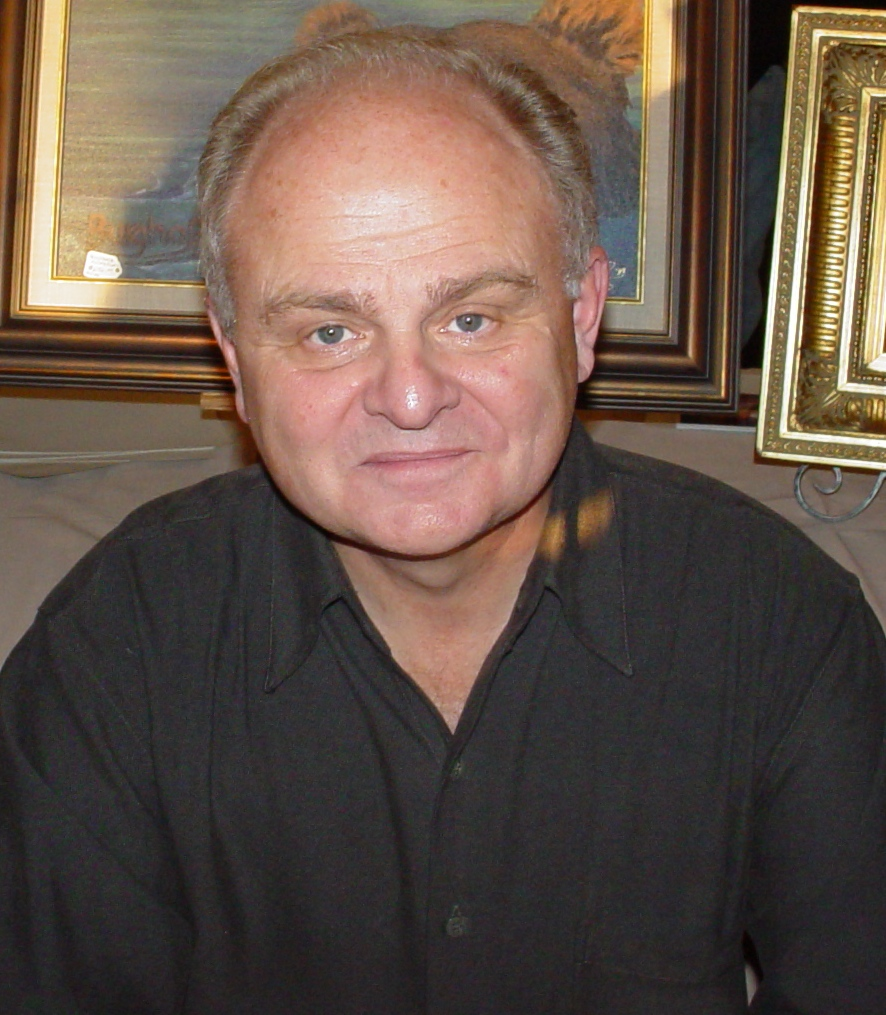
Gary Burghoff, 2003

Gary Burghoff (* 24. Mai 1943 in Bristol, Connecticut) ist ein US-amerikanischer Schauspieler. Bekannt wurde er durch die Rolle des Walter „Radar“ O’Reilly, den er als einziger der beteiligten Schauspieler sowohl im Spielfilm MASH als auch in der entsprechenden Fernsehserie sowie in deren Fortsetzung After MASH darstellte. Von 1974 bis 1979 war er 204 Folgen lang regelmäßig in der Fernsehspielshow Match Game zu sehen, wo er für Charles Nelson Reilly einsprang, der in New York an einem Broadway-Stück mitwirkte, und auch danach hatte er immer wieder Auftritte.

## Leben und Karriere
Burghoff wurde in Bristol, Connecticut, geboren, zog nach Clinton, Connecticut, und später nach Delavan, Wisconsin, um.
Er studierte Stepptanz und wurde Schlagzeuger, obwohl er mit einer durch das Poland-Syndrom verursachten Brachydaktylie geboren wurde, wodurch drei Finger seiner linken Hand deutlich kleiner sind als die seiner rechten Hand. Er sammelte schon früh Erfahrungen als Schauspieler bei den Belfry Players in Williams Bay, Wisconsin, und erhielt seine Schauspielausbildung am HB Studio in New York City.
1967 spielte Burghoff die Rolle des Charlie Brown in der ursprünglichen Off-Broadway Produktion You’re a Good Man – Charlie Brown.
1968 war er Schlagzeuger einer Band namens The Relatives. Lynda Carter, später eine bekannte Schauspielerin, war die Sängerin der Band. Die Gruppe eröffnete in der Sahara Hotel and Casino Lounge in Las Vegas, Nevada, und spielte dort drei Monate lang. Er und Carter blieben Freunde, und viel später traten sie gemeinsam in  in der Folge „The Man Who Wouldn't Tell“, einer Episode ihrer Erfolgsserie The New Adventures of Wonder Woman von 1978, auf.

### M*A*S*H
Burghoff gab sein Spielfilmdebüt in Robert Altmans M*A*S*H (1970). Obwohl mehrere Schauspieler aus dem Originalfilm Gastauftritte in der Fernsehserie M*A*S*H hatten, war Burghoff der einzige Schauspieler, der in der Rolle des Radar O’Reilly eine feste Rolle übernahm. Obwohl er in der Serie die gleiche Figur wie im Film spielte, hat Burghoff Unterschiede in der Darstellung angeführt.
Burghoff wurde für M*A*S*H für sechs Emmy Awards in der Kategorie „Herausragender Nebendarsteller in einer Comedy-Serie“ nominiert, einmal, 1977, konnte er den Preis gewinnen. Burghoffs Co-Star Alan Alda nahm den Preis stellvertretend für ihn entgegen.
Burghoff verließ M*A*S*H 1979 nach der siebten Staffel, weil er ausgebrannt war und mehr Zeit mit seiner Familie verbringen wollte, obwohl er in der folgenden Staffel zurückkehrte, um eine spezielle zweiteilige Abschiedsfolge zu drehen, Goodbye Radar. Goodbye Radar sollte eigentlich die letzte Folge der siebten Staffel sein, aber auf Geheiß von CBS wurde sie zu einer Doppelfolge für die November-Ausstrahlung der nächsten Staffel verlängert. Mitstreiter Mike Farrell versuchte, Burghoff davon zu überzeugen, in der Serie zu bleiben. Farrell sagte später: „Gary Burghoff war vielleicht der beste Schauspieler in der Truppe, so schien es mir immer. Seine Konzentration, seine Fähigkeit, diese kleinen Perlen des Verhaltens zu finden, die alles absolut wahr machten, waren ein Wunder.“

### Spätere Karriere
Burghoff trat regelmäßig im Fernsehen auf und hatte Auftritte in Spielshows wie Match Game, Tattletales, Liar's Club, Hollywood Squares und Showoffs. Er spielte auch im Film B.S. I Love You sowie in je einer Folge von Love Boat und Ellery Queen mit. Seine M*A*S*H-Figur, Radar O’Reilly, trat in zwei Episoden der ersten Staffel von AfterMASH auf. Die Serie wurde dann in die eigenständige Serie W*A*L*T*E*R ausgegliedert, die nur einmal in der östlichen und mittleren Zeitzone ausgestrahlt und schnell wieder abgesetzt wurde. In den 1980er Jahren war Burghoff TV-Sprecher für BP-Benzin und IBM-Computer. Im Jahr 2000 war Burghoff Sprecher für die Auktionsplattform PriceRadar.com aus der Dot-Com-Ära.
Burghoff ist ein autodidaktischer Hobby-Tiermaler, der sich auch für die Behandlung verletzter Wildtiere in Kalifornien qualifiziert hat. Er arbeitete als professioneller Jazz-Schlagzeuger und war Leiter des Trios The We Three. In der M*A*S*H-Episode „Showtime“ sieht man Radar ein Solo am Schlagzeug spielen; er trat tatsächlich auf, und die Musik wurde nicht überspielt. Man sieht ihn auch in der M*A*S*H-Episode „Bulletin Board“ in der Picknick-Szene und in der Episode „Dear Dad...Again“ in der No-Talent-Show-Szene Schlagzeug spielen.
Burghoff ist der Erfinder (US-Patent 5.117.577, US-Patent 5.235.774) von „Chum Magic“, einer Angelausrüstung, die Fische in Richtung des Bootes des Benutzers anlockt. Zu Burghoffs weiteren Erfindungen gehören ein Griff zum Anheben des Toilettensitzes (US-Patent D314322) und eine neuartige Angelrute. Burghoff ist Philatelist. 1993 wurde er gebeten, bei der Auswahl einer Briefmarke für die Jäger der Vereinigten Staaten zu helfen.
Im Jahr 2010 trat Burghoff aus dem Ruhestand zurück, um in dem Film Daniel's Lot mitzuspielen.

### Persönliches Leben
Burghoff war von 1971 bis 1979 das erste Mal verheiratet und hat mit seiner ersten Frau eine Tochter. Im Jahr 1985 heiratete er erneut. Mit seiner zweiten Partnerin hat er zwei Söhne. Die Ehe wurde 2005 geschieden.

## Publikationen
- To M*A*S*H and Back: My Life in Poems and Songs. BearManor Media, Albany 2009, ISBN 978-1-59393-343-2.

## Filmografie
| Jahr | Titel                           | Rolle                        | Anmerkungen   |
| ---- | ------------------------------- | ---------------------------- | ------------- |
| 1970 | M*A*S*H                         | Cpl. Walter "Radar" O’Reilly |               |
| 1971 | B.S. I Love You                 | Ted Bufman                   |               |
| 1975 | Twigs                           | Clergyman                    | TV movie      |
| 1979 | The Man in the Santa Claus Suit | Bob Willis                   | TV movie      |
| 1980 | Casino                          | Bill Taylor                  | TV movie      |
| 1991 | Doubles                         | Arnie                        |               |
| 1992 | Small Kill                      | Fleck / Lady Esmerelda       | Also director |
| 1995 | Behind the Waterfall            | Mr. Connors                  |               |
| 2010 | Daniel's Lot                    | Pastor Mahoney               |               |

### Fernsehen
| Jahr    | Titel                              | Rolle                                | Anmerkungen |
| ------- | ---------------------------------- | ------------------------------------ | --- |
| 1967    | NET Playhouse                      | Boy                                  | Episode: "An Evening Journey to Conway Massachusetts"                                                                                      |
| 1969    | The Good Guys                      | Mike Butterworth                     | Episode: "Take a Computer to Lunch" |
| 1970    | The Name of the Game               | Watson                               | Episode: "Man of the People" |
| 1972–79 | M*A*S*H                            | Cpl. Walter "Radar" O’Reilly         | 174 episodes (seasons 1-8) |
| 1973    | Love, American Style               | Sydney Melvin Wimple / Wilbur Wright | Episodes: "Love and the Crisis Line", "Love and the Plane Fantasy"                                                                         |
| 1974–75 | Insight                            | Milo / Mombo                         | Episodes: "Five Without Faces", "The Incredible Man"                                                                                       |
| 1974–81 | Match Game                         | Gary Burghoff                        | Episodes: 311-315, 331-335, 341-350, 356-365, 371-415, 417-470 (129 episodes, 1974-75). Recurring appearances afterwards from 1975 to 1981 |
| 1976    | Ellery Queen                       | Gerald Hacker                        | Episode: "The Adventure of the Disappearing Dagger"                                                                                        |
| 1977    | The Love Boat                      | Donald M. Flanders                   | Episode: "The Captain's Captain/Romance Roulette/Hounded (A Dog's Life)"                                                                   |
| 1978    | America 2-Night                    | Himself                              | Episode: "Help Every Little Person" |
| 1978    | Fantasy Island                     | Richard C. Delaney                   | Episode: "Superstar/Salem" |
| 1978    | The New Adventures of Wonder Woman | Alan                                 | Episode: "The Man Who Wouldn't Tell" |
| 1979    | $weepstake$                        | Roscoe Fuller                        | Episode: "Roscoe, Elizabeth, and the M.C."                                                                                                 |
| 1980    | Fantasy Island                     | Gordon Hughes                        | Episode: "The Love Doctor/Pleasure Palace/Possessed"                                                                                       |
| 1981    | The Love Boat                      | Eddie Martin                         | Episode: "Maid for Each Other/Lost and Found/Then There Were Two"                                                                          |
| 1981    | Tales of the Unexpected            | Harry Flock                          | Episode: "The Best Policy" |
| 1984    | AfterMASH                          | Walter "Radar" O’Reilly              | Episodes: "Yours Truly, Max Klinger", "It Had to Be You"                                                                                   |
| 1984    | W*A*L*T*E*R                        | Walter "Radar" O’Reilly              | Episode: "Pilot" |
| 1984    | Carnival of the Animals            | himself/host                         | TV special featuring music of Camille Saint-Saëns                                                                                          |
| 1995    | Burke's Law                        | Patrick Noyes                        | Episode: "Who Killed the Hollywood Headshrinker?"                                                                                          |

## References
- Gary Burghoff bei IMDb